# Alexis Brasseur (politicus)
Dominique (Alexis) Brasseur (Esch-sur-Alzette, 14 juni 1833 – Luxemburg-Stad, 17 november 1906 was een Luxemburgs advocaat en politicus.

## Biografie
Alexis Brasseur was een zoon van Alexis Brasseur (1775-1841), brouwer, gerechtsdeurwaarder en gemeentesecretaris, en diens tweede echtgenote Marie-Anne Schockmel (1794-1873). Hij bezocht het Athénée royal grand-ducal in de hoofdstad en studeerde vanaf 1853 rechten in Heidelberg en Gent. In 1858 werd hij doctor in de rechten en werd toegelaten als advocaat. In 1860 trouwde hij met zijn nicht Constance Brasseur (1836-1912), een dochter van zijn halfbroer. Uit hun huwelijk werd onder anderen Alexis Brasseur (1860-1924) geboren.
Van 1866 tot 1890 was Brasseur lid van de Statenvergadering, de latere Kamer van Afgevaardigden, voor het kanton Esch en van 1890 tot 1899 als vertegenwoordiger van de hoofdstad. Hij was onder meer lid van een door Paul Eyschen samengestelde commissie die onderzoek deed naar de sociale kwesties in het groothertogdom. In 1890 werd hij afgevaardigd naar de internationale conferentie in Berlijn, waar werd gesproken over arbeidsregelgeving, onder andere op het gebied van kinderarbeid en het werken in ongezonde of gevaarlijke werkplaatsen.
Alexis Brasseur overleed op 74-jarige leeftijd, hij werd begraven op de Cimetière Notre-Dame.

## Onderscheidingen
- 1891: Commandeur in de Orde van Verdienste van Adolf van Nassau
- 1888: Officier in de Orde van de Eikenkroon
- 1882: Ridder in de Frans Jozef-orde

François Scheffer · Jean-Baptiste Servais · Baron de Tornaco · Bonaventure Dutreux-Boch · François Scheffer · Constantin Joseph Pescatore · François Scheffer · François Röser · François Scheffer · Fernand Pescatore · Jean-Pierre David Heldenstein · Gabriel de Marie · Jean-Pierre David Heldenstein · Théodore Eberhard · Jean Mersch-Wittenauer · Charles Simonis · Emmanuel Servais · Alexis Brasseur · Émile Mousel · Alphonse Munchen · Léandre Lacroix · Luc Housse · Gaston Diderich · Émile Hamilius · Paul Wilwertz · Colette Flesch · Camille Polfer · Lydie Polfer · Paul Helminger · Xavier Bettel · Lydie Polfer
- International Standard Name Identifier: 0000 0004 3131 9719
- Système universitaire de documentation: 090495128
- Virtual International Authority File: 196083294